# Christopher Shyer
Pour les articles homonymes, voir Shyer.
Christopher Shyer est un acteur américano-canadien né dans le quartier Downsview à North York, Toronto.

## Filmographie

### Cinéma
- 1998 : The Falling : Lars
- 1999 : Little Boy Blues : Daniel
- 2000 : Cinderella: Single Again : le Prince charmant
- 2000 : The Operative : Albright
- 2001 : Le Masque de l'araignée : Jim Gelway
- 2002 : 7 jours et une vie : Mark Laughlin
- 2002 : K-9: P.I. : Charles Thyer
- 2003 : The Invitation : Joel Gellman
- 2003 : Fusion : Dave Perry
- 2003 : See Grace Fly : le travesti dans la salle de bains
- 2004 : The Lazarus Child : John Boyd
- 2005 : Fierce People : Dr Leffler
- 2006 : Shut Up and Shoot! : Paul O'Banyon
- 2006 : A Bug and a Bag of Weed : Rommel
- 2006 : Big Bad Wolf : Charlie Cowley
- 2011 : J. Edgar : Richard Nixon
- 2012 : In Return : le sans-abri
- 2014 : Maybe Tomorrow : Senateur Monty Clemens
- 2018 : Curry Western : Simon
- 2023 : Cat Person de Susanna Fogel : Ernie

### Télévision
- 1994 : Coulisses d'un meurtre : le danseur
- 1997 : Riverdale : Ben
- 1998 : Viper : Elliott Peoples (1 épisode)
- 1998 : The Crow : Drew Kessler (1 épisode)
- 1998-1999 : La Nouvelle Famille Addams : Vlad et le gouverneur (3 épisodes)
- 1999 : Night Man : Paul Pentacost (1 épisode)
- 1999 : First Wave : Lon (1 épisode)
- 1999-2005 : Cold Squad, brigade spéciale : Miles Larson et Dr Ben Walker (3 épisodes)
- 2000 : Cœurs rebelles : Bob (1 épisode)
- 2000 : Au-delà du réel : L'aventure continue : Harold Zimmer (1 épisode)
- 2000 : Nuremberg : Général Telford Taylor (1 épisode)
- 2000 : Sydney Fox, l'aventurière : Jason Clark (1 épisode)
- 2000 : G-Saviour : Barkeep
- 2001 : Affaires de femmes : Rick
- 2001 : Sept jours pour agir : Caesar Gustaf (1 épisode)
- 2001 : The Chris Isaak Show : Brian Bulander (1 épisode)
- 2002 : The Practice : Donnell et Associés : Lawrence O'Malley et Hannibal Lecter (2 épisodes)
- 2002 : Monk : Carl (2 épisodes)
- 2003 : Avant de te dire adieu : Adam Cauliff
- 2003 : Jake 2.0 : Abdul Tiranzi (1 épisode)
- 2003 : Smallville : Nicholas Conroy (1 épisode)
- 2003 : Le Monde merveilleux de Disney : George Malley (1 épisode)
- 2004 : Traffic : le propriétaire du logement (3 épisodes)
- 2004 : The Days : Scott Eaton (4 épisodes)
- 2004 : JAG : Commandant Steve Lundt (1 épisode)
- 2004 : Cyclone, catégorie 6 : Le Choc des tempêtes : Craig Shilts
- 2005 : L Word : Rob Sebring (1 épisode)
- 2005 : Les Experts : Miami : Larry Musgrave (1 épisode)
- 2005 : NCIS : Enquêtes spéciales : Kyle Boone (1 épisode)
- 2006 : FBI : Portés disparus : Ken Robinson (1 épisode)
- 2006 : Kyle XY : Brad (1 épisode)
- 2006-2007 : Whistler : Adrien Varland (26 épisodes)
- 2007 : Falcon Beach : Bobby Tanner (1 épisode)
- 2008-2015 : Those Damn Canadians : Richard Reddick (17 épisodes)
- 2009 : Mort en beauté : Boyd Radford
- 2009-2011 : V : Marcus (21 épisodes)
- 2010 : Les Experts : Bill (1 épisode)
- 2011 : Endgame : Gareth Hart (1 épisode)
- 2011 : The Good Wife : Dr Dominic Lawton (1 épisode)
- 2011 : Combat Hospital : Colonel Axelquist (1 épisode)
- 2012 : Big Time Movie : Agent Lane
- 2012 : Good God : Tony Cassano (9 épisodes)
- 2017 : Tin Star : Richard Bradshaw (1 épisode)
- 2018 : Instinct : Sebastian Trevor (1 épisode)
- 2018 : Blue Bloods : Martin Post (1 épisode)
- 2019 : Blacklist : ATF DA Charleston (1 épisode)
- 2019 : Madam Secretary : le directeur du FBI Frank Meredith (1 épisode)
- 2020 : FBI: Most Wanted : George Locke (1 épisode)
- 2023 : The Night Agent : le vice-président Redfield